# Dolmen de la Forêt
Pour les articles homonymes, voir Pierre couverte.
Le dolmen de la Forêt, appelé aussi la Pierre Couverte, est un dolmen situé à Gennes,dans le département français de Maine-et-Loire.

## Protection
L'édifice est inscrit au titre des monuments historiques en 1990.

## Description
C'est un dolmen angevin en grès à l'architecture typique :  un portique, composé d'un trilithe et recouvert d'une dalle, précède le dolmen proprement dit, de forme rectangulaire, recouvert de deux tables de couverture. Une dalle intérieure partage l'espace de la chambre en deux parties égales. Cette dalle est percée au ras du sol d'un trou naturel de 0,12 m de diamètre. La présence de nombreux petits blocs autour de l'édifice, dont six alignés sur le côté nord-ouest, pourrait correspondre aux vestiges d'un cercle péritaphique.
Une hache polie et un couteau en silex y auraient été retrouvés.